# نصف نقل

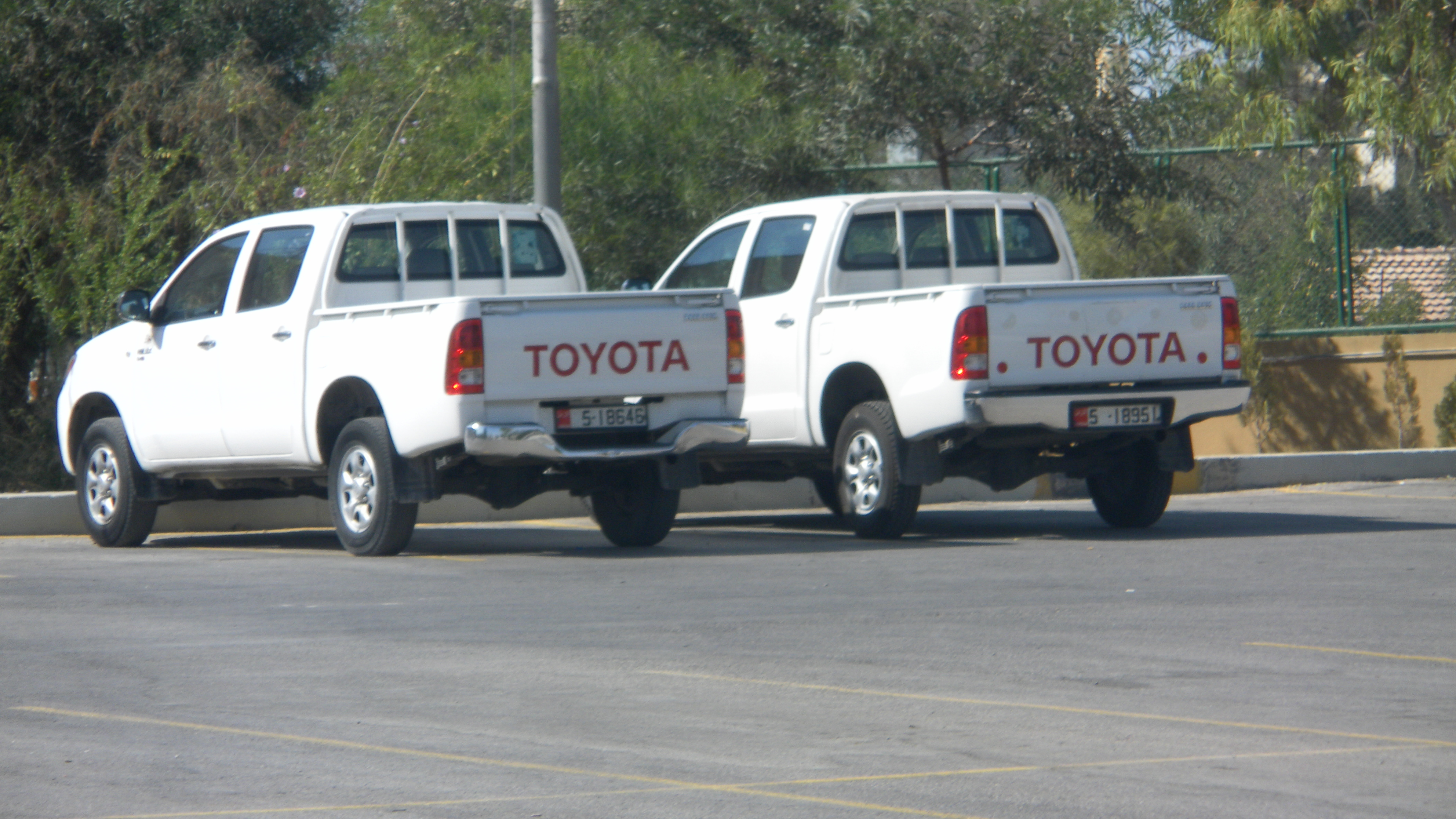
شاحونتي تويوتا هايلوكس بمنطقة ماركا، الأردن.

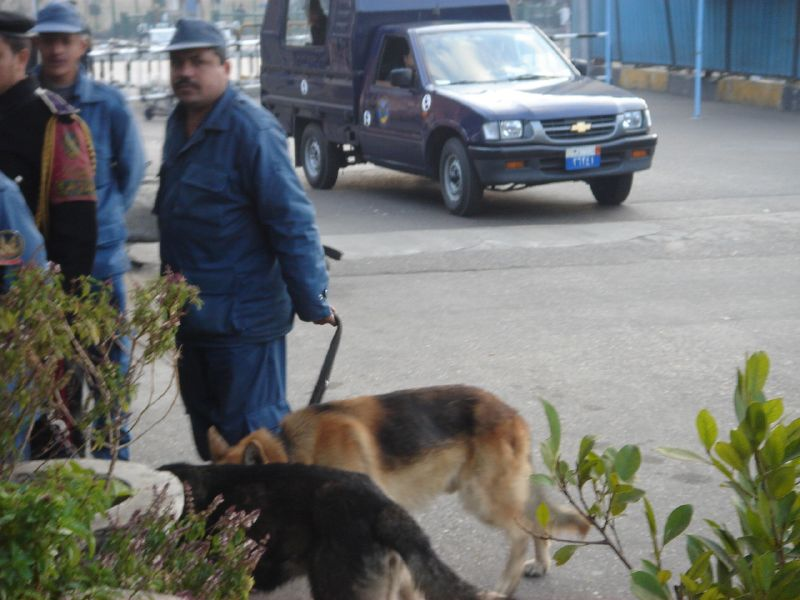
كلاب شرطة وشاحونة.

الشاحونة أو شاحنة البيك-أب أو السيارة النصف-نقل (بالإنجليزية: Pick-Up) هي شاحنة صغيرة مكشوفة الخلفية حيث تحمل البضائع والأحمال الثقيلة، وهي تشبه «نصف شاحنة»، يمكن استخدامها في نقل البضائع القليلة بسرعة ومرونة، تفاصيل تصميم هذه المركبات تختلف اختلافا كبيرا، ومن جنسيات مختلفة ويبدو أن تختلف في أحجامها بحسب التخصص الذي تتميز به.
آخر طراز تم إصداره هو موديل هايلوكس 2023 جي أر سبورت ذي المظهر الرياضي والتصميم الخارجي العدواني، لم تعد هايلوكس تلكس السيارة العملية فقط بل فاقت الحدود لتصبح أفضل شاحونة حاليًا.

## تسميات
ونيت أو «وانيت». تسمية دارجة في منطقة الخليج لسيارات النصف-نقل وتتحدث الروايات أن أصل التسمية أطلقها عمال سعوديون بالصحراء لدى شركة أرامكو في بداياتها وكانت السيارة التي تقل الإعاشة لديهم تحمل الرقم 18 فكانوا يطلقون عليها تسمية ون 1 إيت 8 "one-eight" أي ونيت و هو النطق الإنجليزي للرقم 18 وفي رواية بانه اول مكينة للسيارة كانت 1.8  ولذالك كان نطقها وانيت .
بالإضافة إلى أن بعض الخليجيين وبالتحديد البحرينيين يطلقون عليها اسم (بيكب) نسبة إلى التسمية الانجلينزية pick-up .
أما في المنطقة المغاربية فتستعمل عبارة كات فوا كات والتي هي ترجمة حرفية للتسمية الفرنسية (بالفرنسية: quatre fois quatre) (4X4) أي أربعة ضارب أربعة.